# Pablo Fernández Santos
Pablo Fernández Santos (Lleó, 4 de juny de 1976) és un polític espanyol, procurador a les Corts de Castella i Lleó per Podem. Llicenciat en Dret per la Universitat Complutense de Madrid, va ser treballador autònom, regentant un quiosc de premsa a la seva ciutat natal.
El 2014 va començar la seva militància a Podem, sent elegit representant per al Consell Ciutadà del partit. El 2015, va ser escollit secretari general de Podem a Castella i Lleó i després candidat a la presidència de la Junta, aconseguint en les eleccions autonòmiques del mateix any representació a les Corts per totes les províncies castellanolleoneses excepte a Sòria. El maig de 2017 va ser reelegit secretari general de Podem a Castella i Lleó, i el 29 de gener de 2024 fou escollit com a nou secretari d'organització del partit, rellevant la dimissionària Lilith Verstrynge.